# 2000 في الصين
فيما يلي قوائم الأحداث التي وقعت خلال عام 2000 في الصين.

## أفلام
من الأفلام التي صدرت هذه السنة في الصين:
- 16 مايو – النمر الرابض والتنين الخفي من إخراج أنغ لي.

## مواليد

### فبراير
- 18 فبراير – زهانغ أوكاي لاعب كرة قدم صيني.[1]

## وفيات

### يناير
- 8 يناير – راي هوانغ (مواليد 1918)[2]

### أبريل
- 16 أبريل – آن موي (مواليد 1959)[3]